# Skandinavisk Institut for Sammenlignende Vandalisme
Skandinavisk Institut for Sammenlignende Vandalisme er navnet på et center som den danske kunstner Asger Jorn grundlagde i 1961 sammen med P.V. Glob og Werner Jacobsen fra Nationalmuseet og Holger Arbman fra Lunds Universitet, Sverige, efter at Jorn forlod Situationistisk Internationale . Målet var at præsentere og bidrage til forskning i den nordiske kunst fra den tidligste forhistorisk tid frem til og med middelalderen. Arbejdet skulle resultere i en rigt illustreret bogserie i 32 bind, 10.000 års nordisk folkekunst, der skulle være et alternativ til den eksisterende kunsthistorie. Instituttet havde hjemsted i Silkeborg, og skulle bestå af en fotosamling og et bibliotek, og skulle være et verdens- og videnscenter for uafhængig nordisk billedforskning. Bøgerne skulle redigeres kunstnerisk af Jorn selv, når det gjaldt grafisk udformning og udvalg og placering af fotografier (komposition), mens teksten til hvert bind skulle skrives af fagfolk som var eksperter på det emne som blev omhandlet. For egne penge engagerede Jorn den franske mesterfotograf Gérard Franceschi (1915-2001), en af de mest fremstående specialister i verden på fotografering af kunstværker, og sammen opsøgte de i årene 1963-1964 bygninger og museer over hele Norden for at fotografere de objekter som var aktuelle for bogserien, og for at skabe et fotoarkiv som skulle være føtse skridt i etableringen af centeret. Denne forberedende aktivitet resulterede i 25.000 fotografier, som var arkiveret på Silkeborg Kunstmuseum.

## Udgivelser
Af flere årsager blev planen ikke realiseret, og Jorn opgav bogprojektet i 1965. Da han døde, havde han kun fået udvalgt og redigeret fotografier til et fåtal af bindene. De bind som han havde fået redigeret mere eller mindre færdige, er udgivet langt senere med tekst af forfattere som var engageret af Silkeborg Kunstmuseum i samarbejde med Borgens Forlag i Valby i København:
- Mennesker, guder og masker - i nordisk jernalderkunst, bind 1 om nordisk jernalderkunst; Tove Nyholm har samordnet Asger Jorns to versioner af billedredigeringen; norsk tekst: Bente Magnus; Valby 2005. ISBN 87-21-02600-9
- Fuglen, dyret og mennesket - i nordisk jernalderkunst, bind 2 om nordisk jernalderkunst; Tove Nyholm har samordnet Asger Jorns to versioner af billedredigeringen; norsk tekst: Bente Magnus; Valby 2005. ISBN 87-21-02601-7
- Samisk folkekunst, dansk tekst: Tinna Møbjerg og Jens Rosing; Valby 2005. ISBN 978-87-21-02512-0
- Stavkirkene - og det norske middelaldersamfunnet, norsk tekst: Oddgeir Hoftun; Valby 2002. ISBN 87-21-01977-0
- Folkekunst i Grønland gennem 1000 år, dansk tekst: Tinna Møbjerg og Jens Rosing; tegningwr: Jens Rosing; foto: Gérard Franceschi, assisteret af Ulrik Ross. Valby 2001. ISBN 87-21-01483-3
- Nordens gyldne billeder fra ældre middelalder, dansk tekst: Poul Grinder-Hansen; Valby 1999. ISBN 87-21-00389-0
- Skånes stenskulptur under 1100-talet, svensk tekst: Erik Cinthio; Valby 1995 [første udgave i lille oplag 1965]. ISBN 87-21-00098-0

## Eksterne kilder og henvisninger
1. ↑   Asger Jorn and the Photographic Essay on Scandinavian Vandalism af Niels Henriksen 2003 i Inferno: Journal of Art History Vol. 8. Hentet 30. august 2016
2. ↑  Samenlignende vandalisme, Asger Jorn, den nordiske folkekunst og arkæologien Arkiveret 25. september 2016 hos  Wayback Machine af Teresa Østergaard Pedersen 2015. museumjorn.dk, hentet 30 august 2016
3. ↑  Temaomvisning: 10.000 års nordisk folkekunst Arkiveret 25. juli 2016 hos  Wayback Machine museumjorn.dk, hentet 31.august 2016

- Ting og sager. Et forsøg i sammenlignende vandalisme Arkiveret 13. oktober 2016 hos  Wayback Machine Teksten af Asger Jorn er publiceret i: Paletten. Göteborg 1967, årg. 28, # 1, p. 6-7, her fra museumjorn.dk hentet 30 august 2016
- Comparative Vandalism: Asger Jorn and the artistic attitude to life by Peter Shield, Borgen/Ashgate (1998)